# Cianita
La cianita o distena és un mineral silicat de clor blau, membre de la sèrie dels aluminosilicats, la qual també inclou polimorfs com l'andalusita i la sil·limanita. El seu nom deriva del grec kuanos o kyanos, que significa blau fosc. La cianita també és coneguda com a distena, kyanita, munkrudita o rhaeticita.

## Formació
La cianita es troba en les pegmatites o a les roques sedimentàries riques en alumini. La cianita en una roca metamòrfica generalment indica pressions superiors als 4 kilobars. Als territoris de parla catalana ha estat descrita al Cap de Creus.

## Usos
Principalment es fa servir la cianita en productes ceràmics refractaris incloent la porcellana. També es fa servir en electrònica, aïllants elèctircs i abrasius. S'havia emprat també com a pedra semipreciosa. La cianita és un dels minerals indicadors que es fan servir per estimar la temperatura, fondària i pressió a la qual una roca experimenta el metamorfisme.